# Jiang Qiong Er
 (mai 2025).
 (mai 2025).
Si vous disposez d'ouvrages ou d'articles de référence ou si vous connaissez des sites web de qualité traitant du thème abordé ici, merci de compléter l'article en donnant les références utiles à sa vérifiabilité et en les liant à la section « Notes et références ».
Jiang Qiong Er (en chinois 蒋琼耳, Jiang Qiong'er), née le 13 novembre 1976, est une artiste et designer franco-chinoise.
Jiang Qiong Er se distingue comme l’une des rares artistes et créatrices contemporaines franco-chinoise à bénéficier d’une renommée internationale. Elle a été bercée dès son plus jeune âge par la richesse de sa culture orientale. Ses années d’études et d’expérience créative en Europe lui ont permis de développer une vision globale et une ouverture d’esprit remarquable. Son parcours biculturel lui confère une liberté unique. Elle navigue avec aisance entre ces deux mondes, fusionnant l’Est et l’Ouest dans une symbiose artistique qui dépasse les frontières culturelles. Son œuvre est le reflet de cette dualité, unissant l’ancien et l’actuel, le national et l’international, dans une harmonie poétique saisissante.
Son grand-père, Jiang Xuanyi, un des premiers artistes chinois à avoir étudié à l’étranger, a aussi été un des premiers à introduire la peinture à l’huile en Chine. Son père, Xing Tonghe, est l’éminent architecte notamment du Musée de Shanghai. Troisième génération d’artiste, Jiang Qiong Er, quant à elle, tenait déjà un pinceau à deux ans et demi. A six ans, elle poursuit ses études d’art auprès de grands maîtres tels que Cheng Shifa pour la peinture d’encre et Han Tianheng pour la calligraphie. Son parcours académique l’a conduite à l’Université Tongji, où elle s’est spécialisée en art et design, scellant ainsi sa détermination à sa passion.
Après son diplôme, elle a choisi de poursuivre ses études en France à l’École nationale supérieure des arts décoratifs de Paris. Cette décision a marqué une étape importante dans sa carrière créative, consolidant son identité artistique et élargissant son horizon d’inspiration. A son retour sur sa terre natale, Jiang Qiong Er a enrichi son parcours par des expériences multiples, permettant à son talent de s’épanouir dans une perspective biculturelle. Qu’il s’agisse de mobilier, de bijoux, de peinture ou d’images, elle a toujours su choisir le moyen le plus adéquat pour s’exprimer. Ce qui ressort dans ses oeuvres est la manière singulière dont leurs âmes reflètent la belle histoire de la culture asiatique, interprétée à travers un prisme original.
En 2009, Jiang Qiong Er a co-fondé avec Hermès la maison «Shang Xia». Au cours de la décennie suivante, elle s’est engagée avec passion à la renaissance de l’artisanat d’excellence, la culture traditionnelle à travers le design contemporain mélange des esthétiques orientales et occidentales. Elle a su créer une nouvelle expression de l’art de vivre au XXIe siècle.
Elle mène en parallèle une activité féconde d’artiste plasticienne. Puisant son inspiration dans la culture et les traditions millénaires. Ses créations font partie des collections permanentes de musées prestigieux tels que le British Museum, le Victoria & Albert Museum ou le musée des Arts décoratifs à Paris.
Elle a également participé à de nombreuses expositions internationales, comme à l’UNESCO de Genève, au Chinese Historical Museum à San Diego, à la Biennale de Shanghai, ou encore au Musée des Arts Décoratifs de Paris. Honorée par divers prix et distinctions, pour sa contribution exceptionnelle aux dialogues et échanges entre la Chine et l’Europe, le gouvernement français l’a nommée Chevalier de l’Ordre des Arts et des Lettres et Chevalier de l’Ordre National du Mérite. Et le gouvernement italien lui a remis la décoration de l’Ordre de l’étoile de la solidarité.
Aujourd’hui, Jiang Qiong Er provoque des rencontres, tissant des liens entre passé et avenir, entre patrimoine et nouvelles technologies. Par son travail, elle aspire à créer de nouveaux mythes qui s’inscriront dans la durée, illustrant sa vision unique de l’interaction entre héritage et modernité. Son travail résolument avant-gardiste est un témoignage éloquent de sa capacité à transcender, sans limites, sans frontières, au-delà du temps.
En 2024, à l’occasion du 60ème anniversaire des relations diplomatiques France-Chine, Juang Qiong Er sera l’unique artiste contemporaine franco-chinoise à présenter un projet d’envergure dans un musée français, le Musée national des arts asiatiques – Guimet.